# جورج إتش ويليامسون
جورج إتش ويليامسون (بالإنجليزية: George H. Williamson)‏ هو مهندس معماري أمريكي، ولد في 15 أغسطس 1872، وتوفي في 1936.